# Krona
Krona (Entropy) est un super-vilain de DC Comics. Personnage créé par John Broome & Gil Kane dans Green Lantern (vol. 2) #40 en octobre 1965.

## Origines
À l'origine Krona était un scientifique oan, peuple très ancien qui avait atteint l'immortalité. Malgré les avertissements de ses pairs, Krona faisait des recherches sur la Création. Alors qu'il allait voir l'origine de l'univers et qu'une main contenant une grappe d'étoiles apparaissait sur son écran, ses appareils explosèrent et le mal fut lâché sur l'Univers. Pour sa punition, Krona fut condamné à être désincarné en énergie et exilé. Afin de réparer ses méfaits les Oans créèrent le corps des Green Lantern.
Krona revint à plusieurs reprises, poursuivant son obsession, et dut être arrêté par les Green Lanterns.
On apprit dans Crisis on Infinite Earths #7 qu'en même temps qu'il relâchait le mal sur l'univers, l'accident de Krona avait donné naissance au multivers et à toutes les terres parallèles.

## Version moderne
Les origines de Krona ont été réécrites après Crisis, et il fut dit que l'accident de ses appareils déclencha l'entropie et qu'il réduisit la durée de vie de l'univers.
Krona est réapparu dans le crossover JLA/Avengers de Kurt Busiek (scénario) et George Perez (dessins), plus puissant que jamais, détruisant des univers pour découvrir le secret de la Création. Il finit par être vaincu et détruit par l'alliance de la JLA et des Vengeurs.
Dans WildCATS Lord Entropy est le frère de Lord Emp. Quand la série passe chez DC Comics Krona est Entropy.
Lors de Brightest Day, Krona s'est mis à la recherche des entités pour vaincre les Gardiens de L'univers et prendre possessions du corps des Green lantern. Les nouveaux Gardiens, équipe constituée d'un membre de chaque corps de Lantern, tente de l'arrêter. Finalement lors de la guerre des Green Lantern Krona est tué par Hal Jordan. Plus tard, Abysmus (red lantern imparfait créé par Atrocitus) dévore son corps pour revenir a la vie.